# 라세미화

카이랄인 일반적인 아미노산의 두 가지 거울상 이성질체

라세미화(영어: racemization)는 화학에서 열이나 화학 반응에 의해 광학 활성 화합물이 라세미 형태(광학 비활성 형태)로 전환되는 것이다. 라세미화는 1:1의 거울상 이성질체의 몰비를 생성하고 이를 라세미 혼합물(즉, 동일한 양의 (+) 및 (−) 형태를 포함)이라고 한다. 플러스 형태는 우선성(右旋性, 영어: dextrorotation), 마이너스 형태는 좌선성(左旋性, 영어: levorotation)이라고 한다. D 및 L 거울상 이성질체는 동일한 양으로 존재하며, 생성된 샘플은 라세미 혼합물(영어: racemic mixture) 또는 라세미체(영어: racemate)로 기술된다. 라세미화는 다양한 메커니즘을 통해 진행될 수 있으며, 다른 거울상 이성질체는 다른 약학적 효과를 가질 수 있으므로 약리학에서 특히 중요하다.

## 입체화학
카이랄 분자는 다음과 같이 광학 특성이 다른 두 가지 형태(각 비대칭 지점에서)를 가지고 있다. 좌선성 형태((−) 형태)는 광선의 편광면에서 시계 반대 방향으로 회전하는 반면, 우선성 형태((+) 형태)는 광선의 평광면에서 시계 방향으로 회전한다. 3차원 공간에서 회전할 때 중첩되지 않는 두 가지 형태를 거울상 이성질체라고 한다. 표기법은 D-글리세르알데하이드 및 L-글리세르알데하이드에 대한 구조의 유사성을 나타내는 분자의 D 및 L 명명과 혼동되어서는 안된다. 또한 (R)- 및 (S)-는 빛의 회전보다는 칸-인골드-프렐로그 순위 규칙에 기반한 분자의 화학 구조를 나타낸다. D 및 L 표기법이 주로 당과 아미노산에 사용되기 때문에 R/S 표기법은 이제 +/−에 사용되는 기본 표기법이다.
라세미화는 하나의 순수한 형태의 거울상 이성질체가 동일한 비율의 두 거울상 이성질체로 전환되어 라세미체를 형성할 때 일어난다. 우선성 및 좌선성 분자의 수가 같을 때 라세미체의 순 광학 활성은 0이다. 거울상 이성질체는 또한 입체중심 주위에 상이한 분자 구조를 갖고 거울상이 아닌 입체 이성질체의 일종인 부분입체 이성질체와 구분되어야 한다.
용액에서 입체화학의 부분적 내지 완전한 라세미화는 SN1 메커니즘의 결과이다. 그러나 치환 반응에서 입체화학 입체배치의 완전한 역전이 발생하면 SN2 반응이 원인이 된다.

## 물리적 특성
고체 상태에서 라세미 혼합물은 다른 분자들 간의 상호작용으로 인해 순수한 거울상 이성질체와 다른 물리적 특성을 가질 수 있다(생물학적 중요성 문단 참조). 순수한 거울상 이성질체에서 라세미체로의 변화는 밀도, 녹는점, 용해도, 융해열, 굴절률 및 다양한 스펙트럼을 변경시킬 수 있다. 라세미체의 결정화는 별도의 (+) 및 (−) 형태 또는 단일 라세미 혼합물을 생성시킬 수 있다. 그러나 액체 및 기체 상태에서 라세미 혼합물은 순순한 거울상 이성질체와 동일하거나 거의 동일한 물리적 특성을 가지며 행동한다.

## 생물학적 중요성
일반적으로 대부분의 생화학 반응은 입체선택적이므로 하나의 입체 이성질체만 의도한 생성물을 생성하고 다른 하나는 반응에 참여하지 않거나 부작용을 일으킬 수 있다. 중요한 것은 아미노산의 L 형태와 당(주로 포도당)의 D 형태가 일반적으로 생물학적 반응 형태라는 것이다. 이것은 많은 생물학적 분자가 카이랄성이어서 특정 거울상 이성질체 사이의 반응이 순수한 입체 이성질체를 생성한다는 사실 때문이다. 또한 대부분의 아미노산 잔기가 L 형태로 존재한다는 사실도 주목할 만하다. 세균의 경우 세균의 세포벽에서 발견되는 짧은 폴리펩타이드로 중합되는 D-아미노산 잔기를 생성한다. 이러한 폴리펩타이드는 펩티데이스에 의해 덜 소화되며 일반적으로 L-아미노산을 생성하는 mRNA 번역 대신 세균의 효소에 의해 합성된다.
대부분의 생화학 반응의 입체선택적 특성은 화합물의 다른 거울상 이성질체가 사람에게 다른 특성과 영향을 미칠 수 있음을 의미한다. 많은 향정신성 약물들은 이성질체 간에 다른 활성 또는 효능을 나타낸다. 예를 들어 암페타민은 보통 라세미염으로 전환되는 반면 보다 활성이 높은 덱스트로암페타민은 난치성 사례 또는 더 심각한 적응증에 사용된다. 또 다른 예는 메타돈인데, 메타돈의 이성질체 중 하나는 오피오이드 작용제로서 활성을 가지며 다른 이성질체는 NMDA 수용체 길항제로서 활성을 갖는다.
의약품의 라세미화는 생체 내에서 일어날 수 있다. 탈리도마이드의 (R) 거울상 이성질체는 입덧에 효과적인 반면, (S) 거울상 이성질체는 임신 초기 3개월 내 복용시 선천적 기형을 유발한다. 하나의 거울상 이성질체만 사람에게 투여되는 경우 나중에 혈청에서 두 형태 모두 발견될 수 있다. 따라서 이 약물은 가임기 여성이 사용하기에 안전하지 않은 것으로 간주되며 다른 용도로 사용되지만 그 사용은 엄격하게 통제된다. 탈리도마이드는 다발성 골수종 치료에 사용할 수 있다.
일반적으로 사용되는 또 다른 약물은 이부프로펜으로 하나의 거울상 이성질체로는 항염증제이고, 다른 하나의 이성질체는 생물학적으로 불활성이다. 마찬가지로 (S) 입체 이성질체는 세로토닌 재흡수를 억제하는 항우울제인 시탈로프람(셀렉사)의 (R) 거울상 이성질체가 활성인 것보다 훨씬 더 반응성이 크다. 따라서 약물의 입체배치적 안정성은 제약 연구에서 관심 분야이다. 제약 산업에서 거울상 이성질체의 생산 및 분석은 카이랄 유기 합성 분야에서 연구된다.

## 라세미 혼합물의 형성
라세미화는 두 가지 순수한 거울상 이성질체를 같은 양으로 간단히 혼합하여 달성할 수 있다. 라세미화는 화학적 상호전환에서도 일어날 수 있다. 예를 들어 (R)-3-페닐-2-부탄온이 수산화 나트륨(NaOH) 또는 염화 수소(HCl)를 포함하는 수성 에탄올에 용해되면 라세미체가 형성된다. 라세미화는 입체중심이 평면이 되어 비카이랄이 되는 중간생성물 엔올 형태를 통해 일어난다. 도입되는 작용기는 평면의 양쪽에서 접근할 수 있으므로 카이랄 케톤으로 돌아가는 양성자화가 R 또는 S 형태를 생성하여 라세미체를 생성할 동일한 확률을 갖는다.
라세미화는 다음 과정 중 일부를 통해 일어날 수 있다.
- 단분자 치환 반응과 같은 자유 탄소 양이온 중간생성물을 통해 진행되는 치환 반응은 라세미화를 초래하는 치환기의 비입체특이적 첨가를 유도한다.
- 단분자 제거 반응도 탄소 양이온을 통해 진행되지만 카이랄 중심을 초래하지는 않는다. 대신 라세미체가 아닌 트랜스/시스(E/Z) 형태가 생성되는 일련의 기하 이성질체를 생성한다.
- 단분자 지방족 친전자성 치환 반응에서 탄소 음이온이 평면이거나 피라미드 구조를 유지할 수 없는 경우 항상 그런 것은 아니지만 라세미화가 일어나야 한다.[15]
- 자유 라디칼 치환 반응에서 자유 라디칼의 형성이 카이랄 탄소에서 일어나면 거의 항상 라세미화가 관찰된다.[15]

라세미화의 속도(L형에서 L형과 D형의 혼합물로의 전환 속도)는 회전율이 느린 조직의 생물학적 샘플, 법의학 샘플 및 지질 퇴적물의 화석을 연대 측정하는 방법으로 사용되었다. 이 기술은 아미노산 연대 측정으로 알려져 있다.

## 광학 활성의 발견
1843년에 루이 파스퇴르는 포도주에서 발견되는 파라타르타르산 또는 라세미산에서 광학 활성을 발견했다. 파스퇴르는 편광된 빛을 반대 방향으로 회전시키는 두 가지 거울상 이성질체 결정을 분리할 수 있었다.

## 같이 보기
- 광학 활성
- 거울상 이성질체
- 라세미 혼합물
- 라세미화효소